# Ahigal de los Aceiteros
Ahigal de los Aceiteros est une commune de la province de Salamanque dans la communauté autonome de Castille-et-León en Espagne.